# Säbyholm, Skåne

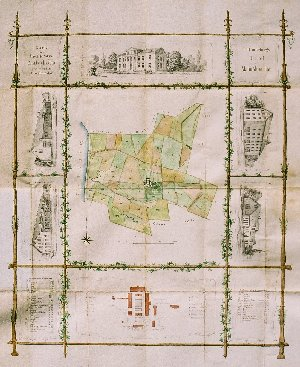
Säbyholm 1865.

Säbyholm är ett gods i Säby socken, Rönnebergs härad, utanför Landskrona i Skåne.
Säbyholm ligger i en park vid kustlandsvägen 3 kilometer norr om Landskrona.

## Historia
Godset har förr varit kungsladugård under Landskrona slott. Det såldes 1791 från staten till dåvarande innehavaren överste Corfitz Cook och har sedan tillhört bland andra friherre Adolf Coyet. Generalen Bror Cederström var ägare från 1818. Han byggde den nuvarande huvudbyggnaden. Kammarherre Carl Axel Trolle och Rudolf Hodder Stiernswärd blev ägare 1849. Godset köptes 1853 av Skånska sockerfabriks AB för odling av sockerbetor. Sedan råsockerfabriken i Landskrona 1875 förstörts av en eldsvåda, förlades den 1883 till Säbyholm. 
Efter att ha ingått i Svalöf Weibulls utsädesodlingar såldes Säbyholm 2004. Gården med närliggande mark köptes av Landskrona kommun, medan Barsebäcks gods köpte större delen av resterande mark. Byggnaderna innehåller i dag olika verksamheter bland annat Säbyholms montessoriskola, Rönneberga jordbruk och Kronmagasinet, Landskronas eget förrådshotell.